# 트레메 (드라마)
《트레메》(영어: Treme 트러메이[*], 영어 발음: /trəˈmeɪ/)는 2010년부터 2013년까지 방영된 드라마이다. 제목은 드라마의 배경인 루이지애나주 뉴올리언스 트러메이를 가리키며, 허리케인 카트리나 직후 주민들이 삶을 재건해나가는 과정을 그렸다.